# Calystryma atrox
Calystryma atrox är en fjärilsart som beskrevs av Butler 1877. Calystryma atrox ingår i släktet Calystryma och familjen juvelvingar. Inga underarter finns listade i Catalogue of Life.